# Huxley, Iowa
Huxley är en stad (city) i Story County i Iowa. Vid 2010 års folkräkning hade Huxley 3 317 invånare.